# テレビジョン放送局
テレビジョン放送局（テレビジョンほうそうきょく）とは、テレビジョン放送（テレビの放送）を行う放送局である。
放送は、不特定多数の人間へ映像と音声を運ぶシステムである。撮像管で撮影した映像と音声は、電波に変換させられて発射（発信）される。フェーズで言えば映像と音声を撮影・録音し高周波電流（または光ケーブル）に乗せる役割と、この電流（信号）を増幅して高周波電波に変換した上で中継局やケーブルに乗せる役割からテレビ放送は成り立っている。
一般的に番組を収録・編集したり番組を決められた順番に送り出す作業を行う施設を「演奏所」、演奏所で作られた信号を電波として送信する施設を「送信所」とするが、厳密に言えば、放送局は後者のみを指す。

## 各国の主要テレビ局
- 網羅的には
  - 「テレビ局一覧」という記事もある。
  - すでに書かれた記事については「Category:各国のテレビ局」から細分化されたカテゴリや各記事を参照可。

### 北アメリカ
- ABC - アメリカの3大テレビ・ネットワークの一つ。
- NBC - アメリカの3大テレビ・ネットワークの一つ。
- CBS - アメリカの3大テレビ・ネットワークの一つ。
- FOX - アメリカのテレビ・ネットワーク。上の3つに加えて「4大ネットワーク」と呼ばれることがある。
- The CW - アメリカのテレビ・ネットワーク。規模は比較的小さいが、ニールセン・カンパニー（英語版）の週間視聴者数ランキングなどでは、「4大ネットワーク」の4つとともに「ネットワーク」部門の集計に含まれる。なお、同ランキング対象のネットワークとしては唯一、名称に「The」が含まれている（旧「The WB」も同様）。
- マイネットワークTV - アメリカのテレビ・ネットワーク。旧UPNと旧The WBが合体する形でThe CWが開設された際に、加盟できなかった局を中心に作られた。The CWよりも規模が小さい。
- ユニビジョン - アメリカ最大のスペイン語テレビ・ネットワーク。番組によっては、ネットワークの週間視聴者数ランキングなどでThe CWを上回ることがある。
- CNN - アメリカのニュース専門テレビ局。「ネットワーク」ランキングの対象外。
- PBS - アメリカの公共放送局。「ネットワーク」ランキングの対象外。交付金や寄付金などで成り立っており、基本的にコマーシャルがない。
- カナダ放送協会（CBC） - カナダの公共放送局。フランス語名称はラジオ・カナダ（Société Radio-Canada）。
- CTVテレビジョンネットワーク - カナダ最大の民放テレビ網。
- グローバルテレビジョンネットワーク - CBC、CTVに次ぐ第3のテレビ網。

### ヨーロッパ
- RTLテレビジョン - ユーロ圏の広域放送局。ルクセンブルクに本部を持つRTLグループ傘下のテレビ局で、RTL（テレビ局）は1984年にルクセンブルクにて開局し1988年にドイツのケルンに本社を移転したが、ドイツで放送する以外にも、衛星放送でヨーロッパの各国、オーストリア、ブルガリア、ルクセンブルク、ベルギー、オランダ、ハンガリー、チェコなどに向けて放送している。

- ARD - ドイツの公共放送局。
- ZDF - ドイツの公共放送局。
- TF1 - フランスの民間放送局（フランス国内視聴率がとびぬけて1位）。
- フランス・テレビジョン（F2, F3, F4, F5など） - フランスの公共放送局。
- RTBF - ベルギーの公共放送局。
- RAI - イタリアの国営放送局。
- テレビシオン・エスパニョーラ - スペインの国営テレビ局。
- ポルトガル国営放送 - ポルトガルの国営放送局。
- ポーランド・テレビ - ポーランドの公共テレビ局。
- オランダ放送協会 - オランダの公共放送組織。
- ルーマニア・テレビ - ルーマニアの国営テレビ局。
- ギリシャ国営放送 - ギリシャの国営放送局。
- スウェーデン・テレビ - スウェーデンの公共テレビ局。
- フィンランド国営放送 - フィンランドの国営放送局。
- アイルランド放送協会 - 半国営放送局。
- BBC - イギリスの公共放送局。
- ITV - イギリスの民間放送最大手局。
- チャンネル4 - イギリスの公共放送局（広告収入で成立）。
- チャンネル5 -イギリスの最後発民間放送局。

### オセアニア
- オーストラリア放送協会（ABC） - オーストラリアの公共放送局。
- スペシャル・ブロードキャスティング・サービス（SBS） - 上記ABC同様オーストラリアの公共放送局だが、英語以外の多言語放送が全体の約半数を占める。
- Seven Network - オーストラリアの民間テレビ3大ネットワークの一つ。
- Nine Network - オーストラリアの民間テレビ3大ネットワークの一つ。2000年以降視聴率トップをキープしている。
- Network Ten - オーストラリアの民間テレビ3大ネットワークの一つ。カナダのメディアグループCanWestの傘下。

ABC･SBS及び民間テレビ3大ネットワークを総称してオーストラリアの5大ネットワークと称されることもある。

### アジア
- アルジャジーラ - カタールに本社を置く衛星放送局。
- ドゥールダルシャン - インドの国営テレビ局。
- 中国中央電視台（CCTV） - 中国の国営テレビ局（及び各省市の地方局）。
- 無綫電視（TVB） - 香港のテレビ局。
- 亜洲電視（ATV） - 香港のテレビ局。放送終了した。
- スター（STAR TV） - 香港に本社を置く衛星放送局。
- TVRI - インドネシアの公共テレビ局。
- TV5 - フィリピンのテレビ局。
- VTV - ベトナムの国営放送局。
- 朝鮮中央テレビ - 北朝鮮の国営放送局。
- 台湾電視公司（台視） - 台湾の4大民放テレビ局の一つ。
- 中国電視公司（中視） - 台湾の4大民放テレビ局の一つ。
- 中華電視公司（華視） - 台湾の4大民放テレビ局の一つ。
- 民間全民電視公司（民視） - 台湾の4大民放テレビ局の一つ。
- 公共電視台（公視） - 台湾の公共放送局。
- 韓国放送公社（KBS） - 韓国の公共放送局。
- 韓国文化放送（MBC） - 韓国の株式会社形式となる公有放送。
- SBS - 韓国の民放テレビ局。
- JTBC - 韓国の中央日報系民放テレビ局。
- 日本放送協会（NHK） - 日本の公共放送局、エリアは日本全国。
- 日本テレビ放送網（NTV） - 地上波のキー局を務める関東をエリアとする局。テレビネットワークはNNN・NNS。
- テレビ朝日（EX） - 地上波のキー局を務める関東をエリアとする局。テレビネットワークはANN。
- TBSテレビ（TBS） - 地上波のキー局を務める関東をエリアとする局。テレビネットワークはJNN。
- テレビ東京(TX) - 地上波のキー局を務める関東をエリアとする局。テレビネットワークはTXNネットワーク。
- フジテレビジョン（CX） - 地上波のキー局を務める関東をエリアとする局。テレビネットワークはFNN・FNS。